# Pëtr Ivanovič Ščukin
Pëtr Ivanovič Ščukin (in russo Пётр Ива́нович Щу́кин?; Mosca, 2 marzo 1853 – Mosca, 25 ottobre 1912) è stato un collezionista d'arte russo che creò una collezione importante di arte e manufatti della Russia antica e che possedeva vari capolavori impressionisti.

## Biografia

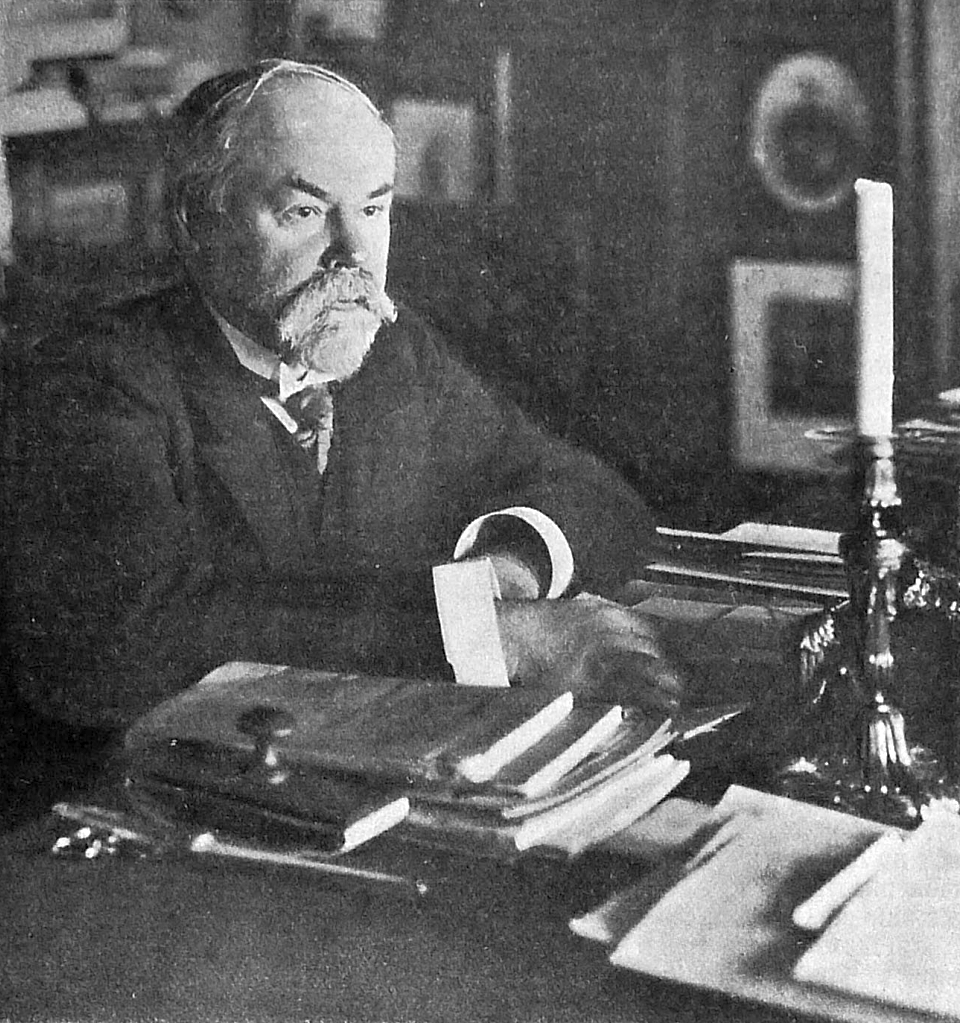
Pëtr Ivanovič Ščukin nel 1906.

Pëtr Ivanovič Ščukin nacque il 18 febbraio (2 marzo per il calendario gregoriano) del 1853 ed era uno dei dieci figli di Ivan Vasil'evič Ščukin, un mercante nel mercato tessile moscovita che si era fatto da sé, aveva un passato da Vecchio credente e che aveva acquisito una fortuna di quattro milioni di rubli d'oro, e sua moglie Ekaterina Ščukin, la figlia di Pëtr Konovič Botkin, un mercante di tè e mecenate. La compagnia di Ivan Ščukin e dei figli divenne una delle più grandi compagnie tessili della Russia.
Assieme al fratello Nikolaj, studiò al collegio Hirst di San Pietroburgo, laureandosi nel 1871. Nonostante volesse andare all'università, fu mandato dal padre alla scuola pratica commerciale di Berlino. Dopo essersi diplomato, lavorò dapprima in una casa commerciale e poi in una fabbrica di tessitura a Lione. Non essendo sostenuto a livello economico dai genitori, condusse uno stile di vita spartano. Nel 1876 ottenne un posto nella casa del commissiario di Warburg et Co. a Lione con uno stipendio di duemila franchi. Fu a Lione che egli iniziò a collezionare, partendo da alcuni libri francesi e dai ritratti di personaggi famosi.
Ščukin mise in piedi una collezione notevole di arte russa antica e di manufatti, oltre a possedere dei capolavori dell'impressionismo. Anche suo fratello minore, Sergej, era un celebre collezionista d'arte, mentre suo fratello Dmitrij mise insieme la "migliore collezione dei maestri antichi di Mosca", che alla fine entrò nel museo Puškin. Anche un altro fratello, Ivan, collezionava delle opere d'arte.
Nel 1891, dopo la morte del padre, egli decise di trasferirsi in una casa propria e acquistò un terreno di un ettaro circa lungo la via Malaja Gruzinskaja per realizzarvi un luogo dove conservare la propria collezione. Per il progetto dell'edificio si rivolse all'architetto Boris Viktorovič Frejdenberg. La costruzione dell'edificio iniziò nel maggio del 1892 e finì nel settembre del 1893: una volta concluso, ospitò delle vecchie incisioni raccolte da Ščukin, degli oggetti di arte persiana e giapponese e delle antichità russe.
Era un cliente del commerciante d'arte Paul Durand-Ruel e accompagnava suo fratello Sergej nei viaggi d'acquisti a Parigi. Quando Ščukin venne ricattato da una sua ex-amante e gli servivano dei soldi per pagarla, vendette i suoi dipinti impressionisti a Sergej piuttosto che rivenderli a Durand-Ruel.
Nell'agosto del 1907, Pëtr Ivanovič Ščukin sposò la vedova trentatreenne Marija Ivanovna Ponomarëva (nata Vagner), che aveva già due figli da un matrimonio precedente: Nikolaj e Georgij, che venne adottato dal marito nel novembre del 1908. Per ospitare la sua nuova famiglia, nel 1908 affittò un appartamento presso il Mansurovskij pereulok. Egli si spense il 12 ottobre 1912 (25 per il calendario gregoriano) a causa di un'appendicite.